# Chiesa dei Cappuccini (Castiglione delle Stiviere)
La chiesa dei Cappuccini è un edificio religioso di Castiglione delle Stiviere, in provincia di Mantova.

## Storia e descrizione
Situata sulla sommità di una collina, è dedicata a san Francesco e deve il suo nome ai frati Cappuccini che l'hanno gestita per circa due secoli. La sua edificazione, nel 1608, assieme all'attiguo convento, fu voluta dal terzo marchese di Castiglione Francesco Gonzaga, fratello di san Luigi.
Nella chiesa è conservato un reliquiario in ebano con l'immagine miracolosa della "Madonna del noce", scultura che rappresenta la Vergine con in braccio Gesù bambino.

## Sepolti illustri
Nella chiesa trovarono sepoltura alcuni membri dei Gonzaga di Castiglione:
- Bibiana von Pernstein (†1616), moglie di Francesco Gonzaga[1]
- Francesco Gonzaga (†1616), terzo marchese di Castiglione[2]
- Bibiana Gonzaga (†1633), figlia di Luigi[3]
- Ferdinando I Gonzaga (†1675), figlio di Francesco[4]
- Luigi Gonzaga (†1650), figlio di Ferdinando I[3]